# 施沃布费尔德
施沃布费尔德（德語：Schwobfeld）是德国图林根州的市镇，隶属于艾希斯费尔德县。总面积为2.52平方千米，截至2023年12月31日总人口为104人。